# Sherrodsville
Sherrodsville – wieś w Stanach Zjednoczonych, w stanie Ohio, w hrabstwie Carroll.